# 피겨스케이팅 스파이럴

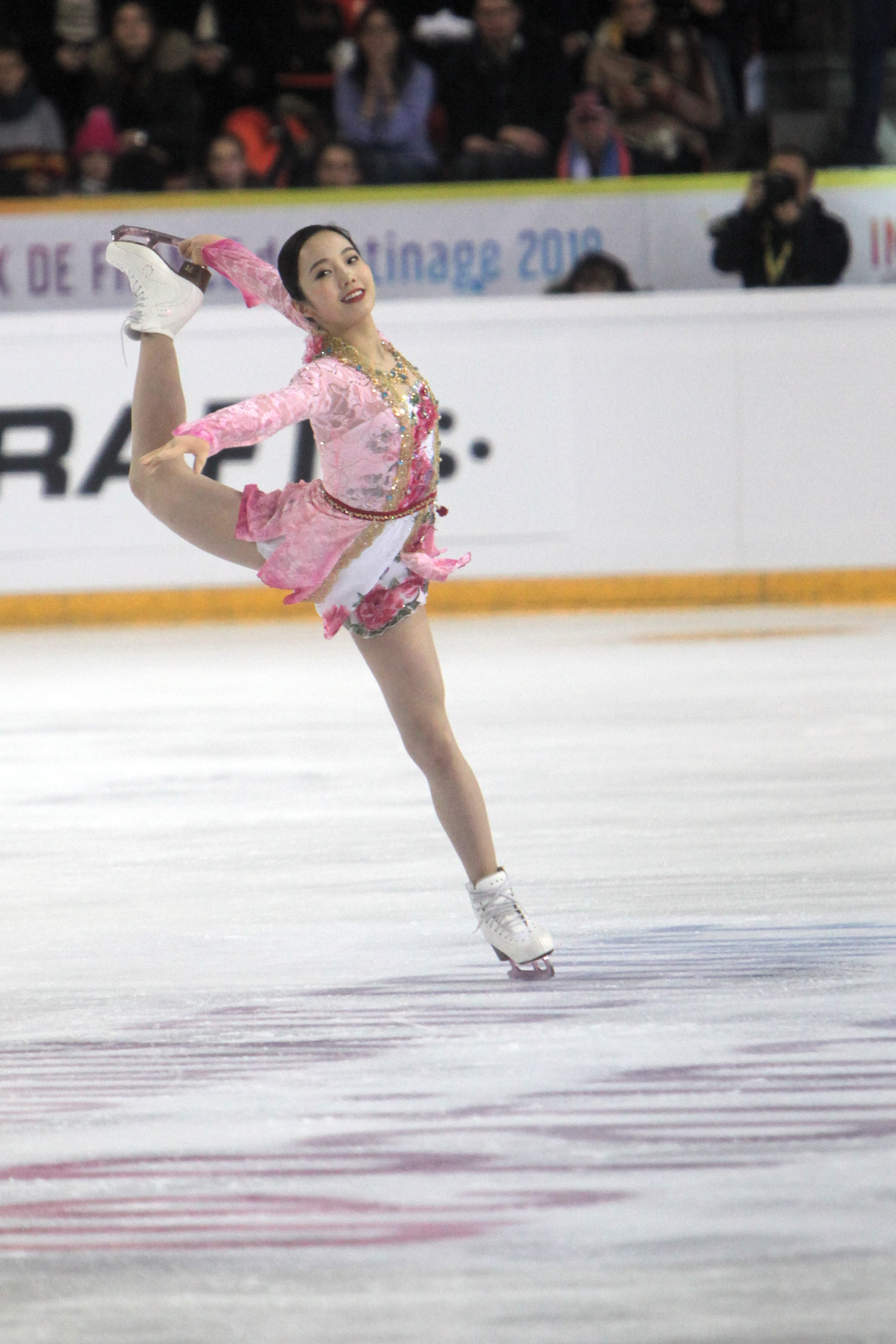

피겨 스케이팅 스파이럴은 피겨 스케이팅에서 다리를 허리 높이 이상으로 자유롭게 들어올리면서 한쪽 발을 미끄러지듯이 움직이는 구성 요소이다. 그것은 발레의 아라베스크와 비슷하다.
스파이럴 위치는 스케이트 다리 (왼쪽 또는 오른쪽), 가장자리 (바깥쪽 또는 안쪽), 스케이트 선수가 주행하는 방향 (앞 또는 뒤)및 다리의 위치에 따라 분류된다.
스파이럴은 여자 싱글과 페어 스케이팅에서 필수 구성 요소이다. 현재 스파이럴이 필수 구성 요소는 아니며 남자 선수가 ISU 심사 시스템의 구성 요소 점수에서 스파이럴 시퀀스에 대한 점수를 받을 수 있기 때문에 올림픽 수준에서 좀처럼 실시하지 않는다. 그럼에도 불구하고, 톨러 크랜스톤, 폴 와일리, 샤운 사위어 같은 몇몇 남자 스케이트 선수는 자신의 스파이럴로 유명하다.

## 가장자리 및 기술
"스파이럴"이라는 명칭은 스케이트 가장자리를 나타낸다. 이러한 동작은 일반적으로 깊은 내부 또는 외부 가장자리에서 (배타적이지는 않지만)실시된다. 스케이트 선수가 움직이면서, 왼쪽 또는 오른쪽으로 약간 미끄러지며 (사용한 가장자리에 따라 다름) 충분히 길게 잡으면 얼음 주변의 나선형 패턴으로 계속된다.
스파이럴은 4개의 가장자리에서 실시할 수 있다. 평평하지 않은 상태에서 실시되는 스파이럴은 원칙적으로 "진정한" 스파이럴이 아니다. 기본적인 스파이럴은 다리가 자유롭게 뻗고 엉덩이 뒤쪽 위로 확장되면서 실시된다. 많은 스케이트 선수는 다리를 가능한 높이 들어올리려고 하지만 다리의 높이보다 더 중요한 것은 그것이 완전히 뻗어있고 위치의 장력이 상반신에도 유지된다는 점이다.
심사 위원은 스케이트 가장자리, 속도 및 얼음 범위, 확장 및 기타 요인의 깊이, 안정성 및 제어를 관찰한다. 일부 스케이트 선수는 스파이럴, 즉 안쪽에서 바깥쪽으로 가장자리를 바꿀수 있다.

## 스파이럴 시퀀스
"스파이럴 시퀀스"는 함께 실시되는 일련의 스파이럴 동작이었다. 스파이럴 시퀀스는 국제 대회에서 여자 싱글 및 페어 스케이팅의 필수 구성 요소였다. ISU 심사 시스템에 대한 규정에 따라 스케이트 선수는 최소한 3초 동안 각각 스파이럴 자세를 유지해야 했었다. 하지만 2009-10 시즌까지는 레벨에 따라서 점수가 주어지는 여자 싱글과 페어의 필수요소인 스파이럴 시퀀스로 불렸지만, 2010-11 시즌부터 코레오 스파이럴로 불리게 되며 레벨은 1로 고정이 되었고, 점수도 또한 2점으로 고정되었다. 그러나 2012-13 시즌부터는 남자싱글의 코레오 스텝과 합쳐지며 코레오 시퀀스로 대체되었고, 이후 스파이럴은 단지 피겨 스케이팅의 요소로 바뀌었다